# Błąd rozumowania prokuratorskiego
Błąd rozumowania prokuratorskiego – częsty błąd występujący w metodach argumentacji stosowanych przez prawników związany z rozważaniem zdarzeń losowych o bardzo małym prawdopodobieństwie wystąpienia. Ludzie często rozumują tak, jakby niskie prawdopodobieństwo warunkowe zdarzenia {\displaystyle P(A|B)} implikowało niskie prawdopodobieństwo zdarzenia {\displaystyle P(B|A),} co w ogólności nie jest prawdą.
Klasycznym przykładem zastosowania powyższego rozumowania jest proces sądowy Sally Clark, oskarżonej o zabójstwo swoich dzieci. Argumentowano, że gdyby oskarżona była niewinna (zdarzenie B), to prawdopodobieństwo nagłej i jednoczesnej śmierci obydwu dzieci (zdarzenie A) w ustalonych okolicznościach, np. w wyniku SIDS, byłoby niezwykle niskie (poprzez podniesienie do kwadratu prawdopodobieństwa śmierci łóżeczkowej jednego dziecka 1:8543 otrzymujemy wynik 1:73 mln). Z tego następnie wyciągnięto wniosek, że prawdopodobieństwo, że oskarżona jest niewinna, jest porównywalnie małe.
W rzeczywistości prawdopodobieństwa {\displaystyle P(A|B)} i {\displaystyle P(B|A)} są różne. Zgodnie z twierdzeniem Bayesa zachodzi równość:
{\displaystyle P(B|A)=P(A|B)\cdot {\frac {P(B)}{P(A)}}.}
Te same powody, dla których {\displaystyle P(A|B)} jest małe (prawdopodobieństwo śmierci łóżeczkowej w bogatych rodzinach jest niższe), zwiększają jednocześnie prawdopodobieństwo {\displaystyle P(B)} (bowiem tak samo można przedstawić statystykę z której wynika, że obiektywne prawdopodobieństwo morderstwa w bogatej rodzinie jest niższe). Często jest tak, że w pewnych okolicznościach obie możliwości: morderstwo, jak i przypadkowa śmierć, są bardzo mało prawdopodobne, więc prawidłowe rozumowanie powinno odnosić się raczej do stosunku tych prawdopodobieństw.
Aby opisać dokładniej niewłaściwość takiego rozumowania, można rozważyć zbiór {\displaystyle N} monet, w którym dokładnie jedna jest fałszywa (posiada orły po obu stronach). Mówiąc ściśle, prawdopodobieństwo {\displaystyle b(k,n)} wyrzucenia {\displaystyle k} orłów w {\displaystyle n} rzutach w przypadku prawidłowej monety dane jest rozkładem dwumianowym:
{\displaystyle b(k,n)={n \choose k}\cdot 0{,}5^{n},}
podczas gdy w przypadku monety fałszywej we wszystkich rzutach otrzymujemy orła.
Prawdopodobieństwo wybrania każdej monety ze zbioru jest takie samo. Załóżmy, że posiadamy informacje, że po wykonaniu {\displaystyle n=20} rzutów wybraną monetą otrzymano {\displaystyle k=20} orłów. Prawdopodobieństwo takiego zdarzenia (zdarzenie A), gdyby wybrana moneta była poprawna (zdarzenie B), jest mniejsze niż {\displaystyle 1:1\,000\,000{:}}
{\displaystyle b(k,n)={\frac {1}{2^{20}}}<0{,}000001.}
Argumentowanie na tej podstawie, że wybrana moneta prawie na pewno jest fałszywa, jest przykładem błędu rozumowania prokuratorskiego. Takie rozumowanie byłoby poprawne jedynie dla relatywnie niskich wartości {\displaystyle N.} W tym wypadku zarówno prawdopodobieństwo, że wylosowana moneta jest fałszywa {\displaystyle P(B')=1/N,} jak i prawdopodobieństwo, że wylosowano dobrą monetę i następnie otrzymano nieprawdopodobny wynik {\displaystyle P(A\cap B)=b(k,n)(1-1/N),} jest bardzo małe. W rzeczywistości prawdopodobieństwo, że moneta, którą rzucaliśmy, była dobra, wyraża się jako proporcjonalność tych prawdopodobieństw:
{\displaystyle P(B|A)={\frac {b(k,n)}{b(k,n)+1/(N-1)}}.}
Taką samą równość można otrzymać, korzystając bezpośrednio z twierdzenia Bayesa:
{\displaystyle P(B|A)=P(A|B)\cdot {\frac {P(B)}{P(A|B)P(B)+P(A|B')P(B')}}=b(k,n)\cdot {\frac {1-1/N}{b(k,n)(1-1/N)+1/N}}={\frac {b(k,n)}{b(k,n)+1/(N-1)}}.}
Już dla zbioru o wielkości {\displaystyle N>2\,000\,000} prawdopodobieństwo, że moneta jest dobra, jest znacząco wyższe {\displaystyle (P(B|A)\geqslant 2/3)} niż przypadek przeciwny. Istotą błędu rozumowania prokuratorskiego jest zaniedbanie porównywalnie małego prawdopodobieństwa innych przyczyn zdarzenia A.